# Ulëz
Ulëz è una frazione del comune di Mat in Albania (prefettura di Dibër).
Fino alla riforma amministrativa del 2015 era comune autonomo, dopo la riforma è stato accorpato, insieme agli ex-comuni di Baz, Burrel, Derjan, Komsi, Lis, Macukull e Rukaj a costituire la municipalità di Mat.

## Località
Il comune era formato dall'insieme delle seguenti località:
- Qyteti Ulez
- Kokerdhok
- Stojan
- Madhesh
- Lunder
- Bushkas